# Charlotte Vandermeersch
Charlotte Vandermeersch (11 de noviembre de 1983, Oudenaarde, Bélgica) es una actriz y directora de cine.

## Biografía
Charlotte Vandermeersch se graduó en 2005 del Instituto Herman Teirlinck en Amberes con una Maestría en Arte Dramático. Actúa en numerosas producciones teatrales con, entre otros, SKAGeN, Wunderbaum y Abattoir Fermé. Con Maaike Neuville, realizó su propia producción teatral Le Baiser de la femme araignée.
En los primeros años, interpretó principalmente papeles secundarios y de invitada. En 2010, consiguió dos papeles principales, en la serie de televisión Day and Night y en la película Turquaze . En 2012, interpretó el papel principal en la serie de televisión Deadline 14/10, así como en su secuela, Deadline 25/5, que se emitió en VTM en la primavera de 2014. Ese año también interpretó a Linda Schools en el largometraje Bowling Balls. En 2016, interpretó un papel principal en la película Belgica de Felix Van Groeningen.
De 2012 a 2020 está afiliada permanentemente a la compañía de teatro LAZARUS.
Su pareja es el director Felix Van Groeningen con quien tuvo un hijo en 2018.

## Filmografía

#### Directora de cine
- 2022: Le otto montagne (codirigida con Felix Van Groeningen)[4]

#### Guionista
- 2012: The Broken Circle Breakdown (Alabama Monroe - guion colaborativo)
- 2022: La montaña otto (con Felix Van Groeningen).

#### Actriz
- 2004: Anna (cortometraje)
- 2005: Shana (cortometraje)
- 2005: Secretaresse (cortometraje)
- 2006: Mama (cortometraje)
- 2007: Dagen zonder lief: Ingrid
- 2007: Corazón (cortometraje)
- 2008: Pianiste
- 2008: Loft: Vicky Willems
- 2009: Naomi (cortometraje)
- 2009: La Merditude des choses: konijn
- 2010: Sarah
- 2012: L'Âge de glace 4: La Dérive des continents : Shira (voix off flamande)
- 2014: Bowling Balls: Linda Schools
- 2016: Menace sur la Maison Blanche (De premier): Eva
- 2016: Belgica: Isabelle
- 2018: Catacombe: Debbie
- 2019: Adoration: Lorette Batts

## Teatro
- Het Schaampaard (Luxemburgo vzw)
- De noces de Judith Vindevogel (de Roovers, colectivo de teatro musical Walpurgis y het Spectra Ensemble)
- Het fluistertheater van Floor, Oto en Titus (Michael De Cock)
- Mistinguett (selección de teatro joven, Theatre aan Zee).
- Laura afuera (SKaGeN).
- Tinseltown
- Campamento Jezus (Wunderbaum, NTGent y Rotterdamse Schouwburg).
- durezadureza (SKaGeN)
- Zilke–dood en ontwaken (Compañía de Teatro Musical de Walpurgis y Sociedad de la Tierra Plana )
- Uptijd (Norfolk en asociación con Artemisa)
- Soepkinders ( «una historia musical de miedo» ) de Gerda Dendooven (coproducción HETPALEIS y Laika).
- Wat is drinken? (LAZARUS, 2011).
- Niets es onmogelijk (LAZARUS, 2012).
- EL Idiota, según Fyodor Dostoyevsky (LAZARUS, 2013).
- KARAMAZOW, después de Fyodor Dostoyevsky (LAZARUS, 2016).
- Zwanemans (coproducción de HETPALEIS, con Opera Ballet Vlaanderen, 2016).
- BUZZ (Kopergietery, LAZARUS y KGbe, 2018).